# Liste des sites inscrits de l'Aude

Le département de l'Aude en rouge sur la carte

La liste des sites inscrits de l'Aude présente les sites naturels inscrits du département de l'Aude.
La liste des sites classés de l'Aude est consultable ici.

## Liste
Les critères sur lesquels les sites ont été sélectionnés sont désignés par des lettres, comme suit :
- TC : Tout critère
- A : Artistique
- P : Pittoresque
- S : Scientifique
- H : Historique
- L : Légendaire

| Commune                                                                                   | Site inscrit                                                                    | Description | Date de l'inscription                                                                  | Critère de l'inscription | Géolocalisation             | Superficie(ha) | Autres labels | Illustration |
| ----------------------------------------------------------------------------------------- | ------------------------------------------------------------------------------- | --- | -------------------------------------------------------------------------------------- | ------------------------ | --------------------------- | -------------- | ------------- | ------------ |
| Aigues-Vives                                                                              | Tour carrée, l'église, ancien château et leurs abords                           | | arrêté du 7 décembre 1942 (AC2-130006091-00309-1)                                      |                          | 43° 13′ 52″ N, 2° 32′ 03″ E | 0              |               |              |
| Aragon                                                                                    | Village et ses abords (Aragon)                                                  | | arrêté du 25 octobre 1974 (AC2-130006091-01156-1)                                      |                          | 43° 17′ 49″ N, 2° 18′ 55″ E | 316            |               |              |
| Argens-Minervois                                                                          | Village et ses abords (Argens Minervois)                                        | | arrêté du 16 février 1943 (AC2-130006091-00379-1)                                      |                          | 43° 14′ 32″ N, 2° 46′ 01″ E | 14             |               |              |
| Artigues, Axat, Sainte-Colombe-sur-Guette                                                 | Défilé de St Georges                                                            | | arrêté du 24 décembre 1943 (AC2-130006091-00613-1)                                     |                          | 42° 47′ 12″ N, 2° 13′ 20″ E | 243            |               |              |
| Bages, Peyriac-de-Mer                                                                     | Agglomération et bordures de l'étang de Bages                                   | | arrêté du 6 mai 1974 (AC2-130006091-01143-1)                                           |                          | 43° 07′ 32″ N, 2° 59′ 42″ E | 1652           |               |              |
| Barbaira                                                                                  | Lieu-dit:"le Fort" (Barbaira)                                                   | | arrêté du 2 décembre 1942 (AC2-130006091-00296-1)                                      |                          | 43° 11′ 03″ N, 2° 30′ 39″ E | 0              |               |              |
| Barbaira                                                                                  | Ruines du château de Miramont                                                   | | arrêté du 23 novembre 1942 (AC2-130006091-00289-1)                                     |                          | 43° 10′ 14″ N, 2° 30′ 01″ E | 17             |               |              |
| Belfort-sur-Rebenty, Cailla, Joucou, La Fajolle, Marsa, Mérial, Niort-de-Sault, Quirbajou | Gorges du Rebenty                                                               | | arrêté du 16 septembre 1963 (AC2-130006091-01032-1)                                    |                          | 42° 50′ 03″ N, 2° 04′ 11″ E | 1601           |               |              |
| Belvianes-et-Cavirac, Saint-Martin-Lys, Quirbajou                                         | Défilé de la Pierre Lys et Gorges St Martin                                     | | arrêté du 13 décembre 1946 (AC2-130006091-00941-1)                                     |                          | 42° 50′ 33″ N, 2° 12′ 11″ E | 420            |               |              |
| Bize-Minervois                                                                            | Tour de Boussecos et ses abords (Bize Minervois)                                | | arrêté du 20 août 1973 (AC2-130006091-01120-1)                                         |                          | 43° 19′ 57″ N, 2° 52′ 23″ E | 500            |               |              |
| Bouilhonnac                                                                               | Ancien château et sa chapelle (Bouilhonnac)                                     | | arrêté du 6 août 1945 (AC2-130006091-00858-1)                                          |                          | 43° 13′ 56″ N, 2° 26′ 24″ E | 0              |               |              |
| Boutenac                                                                                  | Pinéde, l'Ermitage St Simeon, la chapelle (Boutenac)                            | | arrêté du 9 novembre 1942 (AC2-130006091-00273-1)                                      |                          | 43° 07′ 51″ N, 2° 47′ 29″ E | 109            |               |              |
| Canet                                                                                     | Portail, tour et église (Canet)                                                 | | arrêté du 25 février 1943 (AC2-130006091-00393-1)                                      |                          | 43° 13′ 46″ N, 2° 50′ 51″ E | 0              |               |              |
| Canet                                                                                     | Promenade des platanes (Canet)                                                  | | arrêté du 22 janvier 1947 (AC2-130006091-00944-1)                                      |                          | 43° 13′ 46″ N, 2° 50′ 55″ E | 0              |               |              |
| Canet                                                                                     | Moulin fortifié et ses abords                                                   | Extension du Site classé du même nom                                                                                             | arrêté du 11 décembre 1942 (AC2-130006091-00333-1)                                     |                          | 43° 14′ 21″ N, 2° 50′ 44″ E | 1              |               |              |
| Capendu                                                                                   | Cimetière autour de la chapelle (Capendu)                                       | | arrêté du 9 mars 1943 (AC2-130006091-00422-1)                                          |                          | 43° 10′ 53″ N, 2° 33′ 54″ E | 0              |               |              |
| Capendu                                                                                   | Eglise, le château et les ruines (Capendu)                                      | | arrêté du 14 décembre 1942 (AC2-130006091-00342-1)                                     |                          | 43° 11′ 01″ N, 2° 33′ 31″ E | 0              |               |              |
| Carcassonne                                                                               | Cité et son cadre (Carcassonne)                                                 | | arrêté du 20 juillet 1943 (AC2-130006091-00504-1)                                      |                          | 43° 11′ 55″ N, 2° 21′ 30″ E | 763            |               |              |
| Carcassonne                                                                               | Parc du domaine St-Jean (Carcassonne)                                           | | arrêté du 31 juillet 1945 (AC2-130006091-00847-1)                                      |                          | 43° 13′ 49″ N, 2° 22′ 38″ E | 3              |               |              |
| Cascastel-des-Corbières                                                                   | Château, pont et église (Cascastel les Corbières)                               | | arrêté du 3 novembre 1942 (AC2-130006091-00267-1)                                      |                          | 42° 59′ 09″ N, 2° 45′ 31″ E | 0              |               |              |
| Castelnau-d'Aude                                                                          | Ancienne porte à machicoulis, place et ruelle de l'église (Castelnau d'Aude)    | | arrêté du 13 septembre 1943 (AC2-130006091-00539-1)                                    |                          | 43° 13′ 56″ N, 2° 40′ 23″ E | 2              |               |              |
| Caunes-Minervois                                                                          | Pèlerinage de Notre Dame du Cros, la gorge et le ruisseau du souc               | | arrêté du 13 septembre 1943 (AC2-130006091-00539-1)                                    |                          | 43° 20′ 03″ N, 2° 32′ 42″ E | 69             |               |              |
| Chalabre                                                                                  | Agglomération intérieure aux cours (Chalabre)                                   | | arrêté du 1er octobre 1974 (AC2-130006091-01151-1)                                     |                          | 42° 58′ 58″ N, 2° 00′ 23″ E | 2              |               |              |
| Chalabre                                                                                  | Château (Chalabre)                                                              | | arrêté du 7 février 1944 (AC2-130006091-00670-1)                                       |                          | 42° 59′ 06″ N, 2° 00′ 33″ E | 8              |               |              |
| Citou                                                                                     | Château et ses abords (Citou)                                                   | | arrêté du 28 octobre 1942 (AC2-130006091-00264-1)                                      |                          | 43° 22′ 45″ N, 2° 32′ 25″ E | 1              |               |              |
| Counozouls                                                                                | Cascades de l'Ayguette                                                          | | arrêté du 10 mai 1946 (AC2-130006091-00924-1)                                          |                          | 42° 42′ 31″ N, 2° 13′ 40″ E | 14             |               |              |
| Douzens                                                                                   | Eglise et le château (Douzens)                                                  | | arrêté du 11 décembre 1942 (AC2-130006091-00337-1)                                     |                          | 43° 11′ 14″ N, 2° 35′ 52″ E | 0              |               |              |
| Durban-Corbières                                                                          | Château de Gléon et ses abords (Durban)                                         | | arrêté du 28 octobre 1942 (AC2-130006091-00265-1)                                      |                          | 42° 59′ 40″ N, 2° 48′ 56″ E | 0              |               |              |
| Fabrezan                                                                                  | Sanctuaire Notre Dame de la Consolation et ses abords                           | | arrêté du 11 janvier 1943 (AC2-130006091-00361-1)                                      |                          | 43° 08′ 28″ N, 2° 41′ 05″ E | 21             |               |              |
| Félines-Termenès                                                                          | Eglise et ses abords (Felines Termenes)                                         | | arrêté du 2 décembre 1942 (AC2-130006091-00294-1)                                      |                          | 42° 59′ 19″ N, 2° 37′ 00″ E | 0              |               |              |
| Félines-Termenès                                                                          | Gorge de la Caune                                                               | | arrêté du 10 décembre 1942 (AC2-130006091-00328-1)                                     |                          | 42° 59′ 32″ N, 2° 36′ 33″ E | 25             |               |              |
| Festes-et-Saint-André                                                                     | Cascade de la Piche                                                             | | arrêté du 6 août 1945 (AC2-130006091-00853-1)                                          |                          | 42° 57′ 34″ N, 2° 08′ 21″ E | 0              |               |              |
| Fitou                                                                                     | Eglise St Julien et ses abords (Fitou)                                          | | arrêté du 31 décembre 1942 (AC2-130006091-00359-1)                                     |                          | 42° 53′ 30″ N, 2° 58′ 25″ E | 0              |               |              |
| Fitou                                                                                     | Ruines du château féodal et leurs abords (Fitou)                                | | arrêté du 2 décembre 1942 (AC2-130006091-00295-1)                                      |                          | 42° 53′ 37″ N, 2° 58′ 39″ E | 1              |               |              |
| Fleury                                                                                    | Rochers de St Pierre de la Batterie la Vallière (Fleury D'Aude)                 | | arrêté du 6 novembre 1942 (AC2-130006091-00270-1)                                      |                          | 43° 10′ 36″ N, 3° 11′ 29″ E | 1              |               |              |
| Floure                                                                                    | Bénitiers de l'Aric (Floure)                                                    | | arrêté du 6 novembre 1942 (AC2-130006091-00271-1)                                      |                          | 43° 10′ 33″ N, 2° 29′ 15″ E | 86             |               |              |
| Fontcouverte                                                                              | Fontaine couverte et ses abords (Fontcouverte)                                  | | arrêté du 10 décembre 1942 (AC2-130006091-00327-1)                                     |                          | 43° 10′ 14″ N, 2° 41′ 07″ E | 0              |               |              |
| Fontjoncouse                                                                              | Ancien château et l'église (Fontjoucouse)                                       | | arrêté du 10 décembre 1942 (AC2-130006091-00331-1)                                     |                          | 43° 02′ 49″ N, 2° 47′ 16″ E | 0              |               |              |
| Fontjoncouse                                                                              | Mont St Victor et son ermitage                                                  | | arrêté du 10 décembre 1942 (AC2-130006091-00330-1)                                     |                          | 43° 02′ 24″ N, 2° 49′ 12″ E | 821            |               |              |
| Fraissé-des-Corbières                                                                     | Chapelle Ste Colombe et ses abords (Fraisse des Corbières)                      | | arrêté du 6 février 1943 (AC2-130006091-00378-1)                                       |                          | 42° 57′ 25″ N, 2° 51′ 28″ E | 1              |               |              |
| Fraissé-des-Corbières                                                                     | Château et ses abords (Fraisse des Corbières)                                   | | arrêté du 13 novembre 1942 (AC2-130006091-00281-1)                                     |                          | 42° 57′ 44″ N, 2° 51′ 35″ E | 0              |               |              |
| Gruissan                                                                                  | Étang de Gruissan et ses abords                                                 | | arrêté du 9 janvier 1963 (AC2-130006091-01026-1)                                       |                          | 43° 07′ 00″ N, 3° 05′ 18″ E | 313            |               |              |
| Homps                                                                                     | Tour St Michel des Chevaliers de Malte (homps)                                  | | arrêté du 5 novembre 1942 (AC2-130006091-00268-1)                                      |                          | 43° 16′ 05″ N, 2° 43′ 12″ E | 0              |               |              |
| Lacombe                                                                                   | Prise d'eau de l'Alzau et lieu-dit:"La Galaube" (Lacombe)                       | | arrêté du 24 janvier 1945 (AC2-130006091-00816-1)                                      |                          | 43° 24′ 10″ N, 2° 13′ 37″ E | 22             |               |              |
| Ladern-sur-Lauquet                                                                        | Vallon des Rieunettes et l'Abbaye (Ladern sur Lauquet)                          | | arrêté du 12 septembre 1945 (AC2-130006091-00861-1)                                    |                          | 43° 05′ 48″ N, 2° 24′ 07″ E | 57             |               |              |
| Lanet                                                                                     | Château et ses abords (Lanet)                                                   | | arrêté du 11 décembre 1942 (AC2-130006091-00335-1)                                     |                          | 42° 57′ 49″ N, 2° 29′ 41″ E | 1              |               |              |
| Lanet                                                                                     | Eglise et ses abords (Lanet)                                                    | | arrêté du 9 décembre 1942 (AC2-130006091-00319-1)                                      |                          | 42° 57′ 54″ N, 2° 29′ 48″ E | 0              |               |              |
| Lanet, Montjoi                                                                            | Gorges de l'Orbieu (Lanet & Montjoi)                                            | | arrêté du 9 décembre 1942 (AC2-130006091-00318-1)                                      |                          | 42° 58′ 54″ N, 2° 28′ 34″ E | 423            |               |              |
| La Palme                                                                                  | Porte de la Barbacane et tour de l'Horloge (Lapalme)                            | | arrêté du 23 octobre 1942 (AC2-130006091-00258-1)                                      |                          | 42° 58′ 31″ N, 2° 59′ 31″ E | 0              |               |              |
| Laurac                                                                                    | Village (Laurac le Grand)                                                       | | arrêté du 26 avril 1946 (AC2-130006091-00922-1)                                        |                          | 43° 14′ 00″ N, 1° 59′ 00″ E | 5              |               |              |
| Leucate                                                                                   | Plateau et les bourgs de Leucate et de la Franqui (Leucate)                     | | arrêté du 23 décembre 1986 (AC2-130006091-01265-1)                                     |                          | 42° 55′ 04″ N, 3° 03′ 36″ E | 1529           |               |              |
| Limousis                                                                                  | Grottes (Limousis)                                                              | | arrêté du 10 septembre 1947 (AC2-130006091-00960-1)                                    |                          | 43° 20′ 36″ N, 2° 24′ 49″ E | 24             |               |              |
| Limoux                                                                                    | Chapelle Notre Dame de Marceille et ses abords (Limoux)                         | | arrêté du 12 mars 1943 (AC2-130006091-00435-1)                                         |                          | 43° 04′ 03″ N, 2° 13′ 34″ E | 9              |               |              |
| Limoux                                                                                    | Place de la République(Limoux)                                                  | | arrêté du 12 mars 1943 (AC2-130006091-00434-1)                                         |                          | 43° 03′ 13″ N, 2° 13′ 03″ E | 0              |               |              |
| Limoux                                                                                    | Pont Neuf, plan d'eau de l'Aude et abords (Limoux)                              | | arrêté du 9 décembre 1942 (AC2-130006091-00322-1)                                      |                          | 43° 03′ 15″ N, 2° 13′ 11″ E | 1              |               |              |
| Mas-des-Cours                                                                             | Ruines du château et berges du Lauquet (mas des Cours)                          | | arrêté du 6 août 1945 (AC2-130006091-00855-1)                                          |                          | 43° 07′ 47″ N, 2° 25′ 26″ E | 1              |               |              |
| Miraval-Cabardès                                                                          | Eglise et ses abords (Miraval Cabardes)                                         | | arrêté du 6 août 1945 (AC2-130006091-00852-1)                                          |                          | 43° 22′ 56″ N, 2° 20′ 42″ E | 0              |               |              |
| Mireval-Lauragais                                                                         | Agglomération de Mireval (Laurabuc-et-Mireval)                                  | | arrêté du 20 juillet 1973 (AC2-130006091-01119-1)                                      |                          | 43° 15′ 18″ N, 1° 57′ 27″ E | 31             |               |              |
| Montferrand (Aude)                                                                        | Site de Naurouze (reliquat)                                                     | | arrêté du 25 mai 1953 (AC2-130006091-00998-1)                                          |                          | 43° 21′ 13″ N, 1° 49′ 37″ E | 7              |               |              |
| Montredon-des-Corbières                                                                   | Ruines du Castellas et les berges du Veyret (Montredon)                         | | arrêté du 13 septembre 1943 (AC2-130006091-00541-1)                                    |                          | 43° 10′ 09″ N, 2° 55′ 28″ E | 330            |               |              |
| Montredon-des-Corbières                                                                   | Ruines du moulin du Rouc et abords (Montredon)                                  | | arrêté du 13 septembre 1943 (AC2-130006091-00542-1)                                    |                          | 43° 11′ 18″ N, 2° 55′ 50″ E | 9              |               |              |
| Montséret, Saint-André-de-Roquelongue                                                     | Roquelongue (Montserret, St Andre de Roquelongue)                               | | arrêté du 3 novembre 1942 (AC2-130006091-00266-1)                                      |                          | 43° 06′ 30″ N, 2° 49′ 09″ E | 30             |               |              |
| Montjoi                                                                                   | Le Village (Montjoi)                                                            | | arrêté du 9 décembre 1942 (AC2-130006091-00321-1)                                      |                          | 42° 59′ 35″ N, 2° 28′ 58″ E | 1              |               |              |
| Monze                                                                                     | Tour de Carbonnac et ses abords                                                 | | arrêté du 15 octobre 1945 (AC2-130006091-00870-1)                                      |                          |                             | 0              |               |              |
| Ornaisons                                                                                 | Pont des Etais et abords (Ornaissons)                                           | | arrêté du 24 décembre 1943 (AC2-130006091-00617-1)                                     |                          | 43° 11′ 18″ N, 2° 50′ 01″ E | 8              |               |              |
| Palaja                                                                                    | Cyprès et le puits de la Métairie de Gondal (Palaja)                            | | arrêté du 6 août 1945 (AC2-130006091-00857-1)                                          |                          | 43° 10′ 04″ N, 2° 22′ 21″ E | 0              |               |              |
| Peyriac-de-Mer, Port-la-Nouvelle, Sigean                                                  | Iles de Ste Lucie, de l'Aute, de la Planasse et du Soulié                       | | arrêté du 10 novembre 1966 (AC2-130006091-00857-1)                                     |                          | 43° 03′ 37″ N, 3° 01′ 51″ E | 2734           |               |              |
| Port-la-Nouvelle                                                                          | Ile de la Nadiére                                                               | | arrêté du 22 août 1947 (AC2-130006091-00959-1)                                         |                          | 43° 02′ 22″ N, 3° 02′ 22″ E | 0              |               |              |
| Portel-des-Corbières                                                                      | Eglise Notre Dame des Oubiels, ses abords et le plan d'eau                      | | arrêté du 2 décembre 1942 (AC2-130006091-00298-1)                                      |                          | 43° 03′ 07″ N, 2° 54′ 43″ E | 8              |               |              |
| Quillan                                                                                   | Aude et ses rives (Quillan)                                                     | | arrêté du 12 mai 1945 (AC2-130006091-00836-1)                                          |                          | 42° 52′ 29″ N, 2° 11′ 09″ E | 1              |               |              |
| Rennes-le-Château                                                                         | Village et ses abords (Rennes le Chateau)                                       | | arrêté du 18 septembre 1973 (AC2-130006091-01125-1)                                    |                          | 42° 55′ 41″ N, 2° 15′ 48″ E | 300            |               |              |
| Rennes-les-Bains                                                                          | Parc des Bains de la Reine, les cascades et la falaise de Montferrand           | | arrêté du 25 février 1947 (AC2-130006091-00945-1)                                      |                          | 42° 55′ 20″ N, 2° 19′ 12″ E | 4              |               |              |
| Rieux-Minervois                                                                           | Eglise romane et ses abords (Rieux Minervois)                                   | | arrêté du 13 septembre 1943 (AC2-130006091-00540-1) Projet de décret de désinscription |                          | 43° 16′ 57″ N, 2° 35′ 15″ E | 0              |               |              |
| Rieux-Minervois                                                                           | Plan d'eau, pont et rive de l'Argent Double                                     | | arrêté du 13 décembre 1942 (AC2-130006091-00338-1)                                     |                          | 43° 17′ 02″ N, 2° 35′ 09″ E | 5              |               |              |
| Rivel                                                                                     | Chapelle Ste Cécile (Rivel)                                                     | | arrêté du 16 octobre 1952 (AC2-130006091-00994-1)                                      |                          | 42° 56′ 35″ N, 2° 00′ 18″ E | 11             |               |              |
| Roquecourbe-Minervois                                                                     | Château et la chapelle (Roquecourbe Minervois)                                  | | arrêté du 10 décembre 1942 (AC2-130006091-00329-1)                                     |                          | 43° 13′ 14″ N, 2° 38′ 55″ E | 0              |               |              |
| Roquefère                                                                                 | Hameau de Cubservies (Roquefere)                                                | | arrêté du 17 mars 1964 (AC2-130006091-01035-1)                                         |                          | 43° 23′ 49″ N, 2° 22′ 16″ E | 16             |               |              |
| Roquefort-des-Corbières                                                                   | Eglise St Martin et ses abords (Roquefort des Corbieres)                        | | arrêté du 14 décembre 1942 (AC2-130006091-00341-1)                                     |                          | 42° 59′ 34″ N, 2° 56′ 44″ E | 17             |               |              |
| Roquefort-des-Corbières                                                                   | Site de la Roque (Roquefort des Corbieres)                                      | | arrêté du 14 décembre 1942 (AC2-130006091-00343-1)                                     |                          | 42° 59′ 18″ N, 2° 57′ 26″ E | 74             |               |              |
| Saint-Couat-d'Aude                                                                        | Eglise, le square et la place (Saint Couat d'Aude)                              | | arrêté du 22 octobre 1942 (AC2-130006091-00249-1)                                      |                          | 43° 12′ 12″ N, 2° 37′ 50″ E | 0              |               |              |
| Saint-Jean-de-Barrou                                                                      | Source cimenté et cours du Barrou (Saint Jean de Barrou)                        | | arrêté du 2 décembre 1942 (AC2-130006091-00297-1)                                      |                          | 42° 57′ 28″ N, 2° 50′ 25″ E | 0              |               |              |
| Saint-Pierre-des-Champs                                                                   | Vieux village fortifié (St Pierre des Champs)                                   | | arrêté du 30 juin 1955 (AC2-130006091-01006-1)                                         |                          | 43° 03′ 30″ N, 2° 36′ 12″ E | 0              |               |              |
| Serres                                                                                    | Vieux pont sur le Rialses et ses abords (Serres)                                | | arrêté du 6 août 1945 (AC2-130006091-00854-1)                                          |                          | 42° 56′ 45″ N, 2° 19′ 27″ E | 0              |               |              |
| Serviès-en-Val                                                                            | Château et ses abords (Servieres en Val)                                        | | arrêté du 24 décembre 1943 (AC2-130006091-00614-1)                                     |                          | 43° 05′ 20″ N, 2° 31′ 08″ E | 1              |               |              |
| Termes                                                                                    | Gorges de Coneypont                                                             | | arrêté du 26 février 1943 (AC2-130006091-00397-1)                                      |                          | 42° 59′ 08″ N, 2° 34′ 01″ E | 52             |               |              |
| Termes                                                                                    | Gorges de Termes (Termes en Termenes)                                           | | arrêté du 8 décembre 1942 (AC2-130006091-00310-1)                                      |                          | 43° 00′ 18″ N, 2° 33′ 32″ E | 74             |               |              |
| Tourouzelle                                                                               | Porte nord et ses abords (Tourouzelle)                                          | | arrêté du 9 décembre 1942 (AC2-130006091-00320-1)                                      |                          | 43° 15′ 15″ N, 2° 43′ 18″ E | 0              |               |              |
| Trausse                                                                                   | Tour carrée et ses abords (Trausse)                                             | | arrêté du 19 mars 1943 (AC2-130006091-00443-1)                                         |                          | 43° 18′ 43″ N, 2° 33′ 44″ E | 0              |               |              |
| Tuchan                                                                                    | Ruines du château d'Aguilar et leurs abords (Tuchan)                            | | arrêté du 18 novembre 1946 (AC2-130006091-00938-1)                                     |                          | 42° 53′ 26″ N, 2° 44′ 49″ E | 7              |               |              |
| Val-du-Faby                                                                               | Tour de Fa et colline sur laquelle elle se dresse                               | | arrêté du 6 août 1945 (AC2-130006091-00856-1)                                          |                          | 42° 56′ 03″ N, 2° 11′ 32″ E | 0              |               |              |
| Vignevieille                                                                              | Roches droites (Vignevielle)                                                    | | arrêté du 11 décembre 1942 (AC2-130006091-00336-1)                                     |                          | 43° 00′ 51″ N, 2° 32′ 27″ E | 8              |               |              |
| Vignevieille                                                                              | Ruines du château de Durfort (Vignevielle)                                      | | arrêté du 22 septembre 1943 (AC2-130006091-00549-1)                                    |                          | 43° 01′ 02″ N, 2° 32′ 56″ E | 64             |               |              |
| Villegly                                                                                  | Château et son parc (Villegly)                                                  | | arrêté du 30 novembre 1972 (AC2-130006091-01099-1)                                     |                          | 43° 17′ 05″ N, 2° 26′ 21″ E | 3              |               |              |
| Villeneuve-les-Corbieres                                                                  | Statue et chapelle ruinée de Notre Dame de Recaouffa (Villeneuve les Corbieres) | | arrêté du 24 février 1943 (AC2-130006091-00387-1)                                      |                          | 42° 58′ 32″ N, 2° 47′ 46″ E | 21             |               |              |
| Villerouge-Termenès                                                                       | Village (Villerouge Termenes)                                                   | | arrêté du 31 décembre 1942 (AC2-130006091-00357-1) Projet de décret de désinscription  |                          | 43° 00′ 28″ N, 2° 37′ 44″ E | 6              |               |              |
| Villesèque-des-Corbières                                                                  | Gorges de Turi ou de Ripaud                                                     | | arrêté du 16 juillet 1943 (AC2-130006091-00501-1)                                      |                          | 43° 02′ 28″ N, 2° 50′ 02″ E | 650            |               |              |
| Vinassan                                                                                  | Massif de la Clape (reliquat_SI)                                                | Le Massif de la Clape est un site classé : ce "reliqua" inscrit est le village de Vinassan de l'autre coté de l'autoroute A9/E15 | arrêté du 16 juillet 1943 (AC2-130006091-00501-1)                                      |                          | 43° 12′ 10″ N, 3° 04′ 38″ E | 650            |               |              |

Les châteaux de Quéribus,  Peyrepertuse et  Padern, ainsi que le défilé du Grau de Maury étaient protégés en tant que sites inscrits. Ces protections ont été abrogées dans le décret de classement du pech de Bugarach.